# Ferdinand de La Ville-sur-Illon
Pour les articles homonymes, voir Laville (homonymie) et Ville-sur-Illon.
Ferdinand, comte de La Ville-sur-Illon, né le 4 mai 1777 à Lauterbourg (Bas-Rhin), mort le 1er mars 1865 à Seltz (Bas-Rhin), est un général français de la Révolution et de l’Empire.

## Biographie

### Guerres révolutionnaires
Ferdinand de La Ville entre au service le 10 juin 1794, comme cadet-gentilhomme dans le régiment de Baschi hussards, avec lequel il fait les campagnes de 1794 et 1795, à « l'armée royale » commandée par S.A.S. le prince de Condé.
Le 1er juin 1795, il passe au service de l'Angleterre et devient sous-lieutenant-adjudant au régiment de Roll-infanterie (constitué de gardes suisses émigrés), corps dans lequel il est promu capitaine lieutenant-adjudant-major le 26 octobre 1799 et capitaine le 21 octobre 1804.
Il fait toutes les campagnes de ce régiment en Corse, à l'île d'Elbe, en Italie, au Portugal, à Minorque, à Malte, et en Égypte où il est grièvement blessé à la bataille de Canope, devant Alexandrie le 21 mars 1801, ce qui lui vaut la décoration de l'ordre du Croissant ottoman.

### Guerres napoléoniennes
Il quitte le service anglais en 1806 et est nommé colonel de cavalerie au service de S.A.R. le grand-duc de Bade le 12 mai 1807.
Passé au service du royaume de Westphalie, avec le grade de chef de bataillon le 9 mars 1808, il est attaché à la maison du Roi comme maréchal-des-logis du palais du roi Jérôme Bonaparte. Il retrouve son rang de colonel le 5 juin 1809, employé comme maréchal-des-logis et adjudant supérieur du palais.
Il fait la campagne de 1809 en Autriche où il commande une brigade allemande et est reçu chevalier de 1re classe de l'ordre de la Couronne de Westphalie le 26 janvier 1810.
La Ville-sur-Illon a épousé le 19 décembre 1810, à Cassel (Hesse), alors capitale du royaume de Westphalie, Caroline-Thérèse-Ferdinande-Jeanhe-Louise-Julie-Gasparde-Balthasarde-Melchiore, princesse de Hesse-Philipsthal (13 janvier 1793 - Naples † 4 août 1872 - Rome), fille de S.A.S. Louis (1766-1816), landgrave de Hesse-Philippsthal, chef de la seconde branche de la maison de Hesse, capitaine général au service de S.M. le roi des Deux-Siciles qui s'est distingué par sa belle défense lors du siège de Gaète (1806), forteresse du royaume de Naples, et de Françoise (1771-1805), comtesse Berghe von Trips, son épouse. De ce mariage est issue : Jéromia Catherine (° 11 octobre 1811 - Cassel (Hesse) † 13 août 1813).
Gouverneur des palais et résidences royales le 26 décembre 1811, aide de camp du roi de Westphalie le 19 avril 1813, il est élevé au grade de général de brigade le 14 septembre 1813.
Il prend part aux campagnes de Russie (1812), de Saxe (1813) et de France (1814) : après avoir commandé la brigade de la Garde royale westphalienne depuis la défense de Cassel jusqu'à la bataille de Leipzig (1813), il sert à l'état-major du général Compans pendant les combats autour de Paris (1814).

### Restauration
Décoré, par le roi Louis XVIII, de la Légion d'honneur le 24 octobre 1814, La Ville-sur-Illon est admis, sur sa demande, au service des Bourbons « restaurés sur leur trône », comme colonel d'état-major le 26 novembre suivant. Attaché aux Cent-Suisses le 14 mars 1815, il quitte Paris une dizaine de jours plus tard et suit le roi à Gand, où il se tient pendant les Cent-Jours.
Après son retour en France, il est employé à l'état-major de la garde nationale de Paris le 28 octobre 1815. Reçu dans l'ordre de Saint-Louis le 8 novembre suivant, il est élevé au rang d'officier de la Légion d'honneur le 16 janvier 1816.
Colonel dans le corps royal d'état-major le 27 mai 1818, commandeur de la Légion d'honneur le 25 mai 1825, il est admis à la retraite le 9 décembre 1826 et nommé maréchal-de-camp honoraire le 17 décembre suivant.
Le comte de La Ville-sur-Illon se retire sur ses terres de Seltz (Bas-Rhin), où son grand-père, Charles-Annibal de Maubuisson, a été bailli avant 1768. Il y meurt le 1er mars 1865.

## État de service
- 12 mai 1807 : Colonel ( Grand-duché de Bade) ;
- 9 mars 1808 : Chef de bataillon ( Royaume de Westphalie) ;
- 5 juin 1809 : Colonel ;
- 14 septembre 1813 : Général de brigade ;
- 19 avril 1813 : Aide de camp du roi de Westphalie ;
- 31 mars 1814 : Démissionne du service de la Westphalie ;
- 26 novembre 1814 : Admis au service de la France avec le grade de colonel ( Royaume de France) ;
- 9 décembre 1826 : Admis en retraite ;
- 17 décembre 1826 : Maréchal de camp (honoraire).

## Distinctions
| Commandeur de la Légion d'honneur | Chevalier de l'ordre royal et militaire de Saint-Louis | Ordre de la Couronne de Westphalie |

- Chevalier de l'ordre du Croissant ottoman[2] (vers 1801) ;
- Chevalier de 1re classe de l'ordre de la Couronne de Westphalie (26 janvier 1810) ;
- Légion d'honneur[3] :
  - Chevalier (24 octobre 1814), puis,
  - Officier (16 janvier 1816), puis,
  - Commandeur de la Légion d'honneur (25 mai 1825) ;
- Chevalier de Saint-Louis (8 novembre 1815).

## Armoiries
| Figure | Armes des La Ville-sur-Illon |
|        | Selon Jean-Baptiste RietstapD'or, à la croix de gueules.                                                                             |
|        | Selon Albert RévérendD'or à la croix de gueules, au chef de sinople, chargé d'une bande d'argent, chargée de trois roses de gueules. |